# فیلم‌افینیتی
فیلم‌افینیتی (انگلیسی: FilmAffinity) یک وبسایت توصیه فیلم است که در سال ۲۰۰۲ در مادرید، اسپانیا توسط منتقد فیلم «پابلو کورت وردو شومان» و برنامه‌نویس «دانیل نیکلاس» ایجاد شد. تا سال ۲۰۱۶، این سایت ۱۲۵٬۰۰۰ فیلم و سریال را فهرست کرده و ۵۵۶٬۰۰۰ نقد توسط کاربرانش نوشته شده‌است. کاربران فیلم در درجه‌بندی فیلم‌ها سختگیرتر از کاربران بانک اطلاعات اینترنتی فیلم‌ها هستند و درنتیجه فیلم‌ها در فیلم‌افینیتی نمرهٔ کمتری از بانک اطلاعات اینترنتی فیلم‌ها دارند.
این سایت دارای ۳ میلیون کاربر انحصاری در اسپانیا است که ۷۰ درصد از کل ترافیک وبسایت را تشکیل می‌دهد و ماهانه بیش از ۴۷ میلیون صفحه را در سراسر جهان ارائه می‌دهد. تبلیغات تنها درآمد وبسایت است که در مجموع سالانه بیش از نیم میلیون دلار است.